# Helena (esposa de Constantí VIII)
Helena, en grec antic Ελένη, ca ser una emperadriu consort esposa de l'emperador romà d'Orient Constantí VIII.
Les fonts històriques proporcionen molt poca informació sobre la vida i el paper d'Helena com a emperadriu. Es menciona breument a la Cronografia del filòsof i escriptor romà d'Orient Miquel Psel·los, les obres de la qual van ser ampliades per Joan Escilitzes i Joan Zonaràs. Psel·los escriu al respecte:
| « | Constantí, encara jove, es va casar amb una dama anomenada Helena. Era filla del cèlebre Alipi, un home influent a la ciutat i membre d'una família noble molt famosa. Aquesta dona, no només era bella, sinó que també era virtuosa, li va donar tres filles abans de morir. | » |

A part d'aquesta referència dels escrits de Psel·los, no ens ha arribat cap altre indici sobre els orígens del pare d'Helena, Alipi (Αλυπίου). El matrimoni va tenir lloc probablement cap al 976. Es desconeix la data exacta de la mort d'Helena. Ja hauria mort quan el seu marit es va convertir en emperador l'any 1025. Alguns historiadors suposen que hauria mort cap al 989, probablement durant el naixement de la seva tercera filla.
La parella imperial va tenir tres filles:
- Eudòxia (Ευδοκία), la filla gran, que segons la Cronografia de Miquel Psel·los, va sofrir una malaltia infecciosa durant la seva infància que va tenir efectes posteriors. Es va fer monja.[3]
- Zoè Porfirogènita.
- Teodora.

Quan es va casar amb Helena, Constantí VIII va dirigir l'imperi amb el seu germà Basili II Bulgaròcton. Basili va regnar com a emperador romà d'Orient entre el 976 i el 1025, però no es va casar mai, convertint Helena en l'única emperadriu i Augusta durant el seu regnat.